# Orion Kerkering
Orion Kerkering (Huntington Beach, California, 4 de abril de 2001) es un jugador profesional estadounidense de béisbol que se desempeña en la posición de lanzador en Philadelphia Phillies, equipo de las Grandes Ligas de Béisbol (MLB).

## Carrera
Fue seleccionado en la quinta ronda en el Draft de la MLB de 2022. En 2023 hizo su debut profesional con el equipo Philadelphia Phillies, donde lleva jugando una temporada.